# Králíky (Hradec Králové)
Králíky é uma comuna checa localizada na região de Hradec Králové, distrito de Hradec Králové‎.